# Caracas Open 1975
Il Caracas Open 1975 è stato un torneo di tennis giocato sul cemento. È stata la 1ª edizione del torneo che fa parte del World Championship Tennis 1975. Si è giocato a Caracas in Venezuela dal 17 al 23 marzo 1975.

## Campioni

### Singolare maschile
Rod Laver ha battuto in finale  Raúl Ramírez con il punteggio di 7–6 6–2	

### Doppio maschile
Ross Case /  Geoff Masters hanno battuto in finale  Brian Gottfried /  Raúl Ramírez con il punteggio di 7–5, 4–6, 6–2